# Зимовка во льдах
«Зимовка во льдах» (фр. Un hivernage dans les glaces) — приключенческая повесть Жюля Верна, выпущенная в 1855 году.

## Сюжет
Один из главных героев, Луи Корнбют, будучи капитаном корабля, увидел терпящий бедствие корабль норвежцев. Он отправился спасать его на шлюпке, однако пропал сам, и команда, не найдя его, возвращается назад. Его отец Жан Корнбют организовывает экспедицию для спасения своего сына, которая в конце концов находит и его, и корабль. После этого всем предстоит пережить трудную зимовку на корабле, в ходе которой оставшиеся в живых разделяются на два противоположных лагеря; один из них полностью уничтожается другим и атаковавшими корабль белыми медведями.

## Факты
- Многие эпизоды и описания были развиты автором в романах об Арктике «Путешествия и приключения капитана Гаттераса» и «В стране мехов»[1].
- В повести отношение протагонист/антагонист чётко не определяется. Андре Васлинг предстаёт отрицательным героем после обнаружения похищения им ценных лимонов. При этом надо учитывать тот факт, что повествование ведётся от имени его противников.
- В повести описывается межнациональная рознь между французами и норвежцами. Как и в других подобных взаимоотношениях француз/иностранец в различных произведениях Жюля Верна, симпатии автора на стороне французов.